# Escherhof
Escherhof ist eine Ortschaft in der Stadt Waldbröl im Oberbergischen Kreis im südlichen Nordrhein-Westfalen, innerhalb des Regierungsbezirks Köln.

## Lage und Beschreibung
Der Ort liegt ca. 3,1 km nordöstlich vom Stadtzentrum entfernt.

## Geschichte

### Erstnennung
1585 wurde der Ort das erste Mal urkundlich erwähnt und zwar „Im Armenregister wird Land ufm Escherhoff genannt.“
Schreibweise der Erstnennung: Escherhoff

## Freizeit

### Vereinswesen
- Frauenchor Escherhof
- Männer-Gesangverein Escherhof e. V.

### Wander- und Radwege
Der Wanderweg O führt durch Escherhof, von Niederhof kommend.

## Bus- und Bahnverbindungen

### Linienbus
Haltestelle: Escherhof
- 340 Waldbröl, Morsbach Busbf.  (OVAG)
- 344 Waldbröl, Windeck-Rosbach  (OVAG)